# Anders Rønnow Klarlund
Anders Rønnow Klarlund (nascut el 28 de maig 1971) és un director de cinema i escriptor danès. Des del 2010, publica llibres sota el pseudònim A.J. Kazinski juntament amb Jacob Weinreich a Politikens Forlag.

## Filmografia
- Den attende (1996)
- Besat (1999)
- Ved verdens ende (2000)
- Strings (2004)
- Hvordan vi slipper af med de andre (2007)
- The Secret Society Of Fine Arts (2012)

També ha dirigit alguns capítols de la sèrie de televisió TAXA.

## Literatura
- Kazinski: Den sidste gode mand (2010)
- Kazinski: Søvnen og døden (2012)
- Hvorfor jeg forlod dig (2013)
- Kazinski: En hellig alliance (2013)
- Kazinski: Forfølgerne (2014)